# Дирижабль

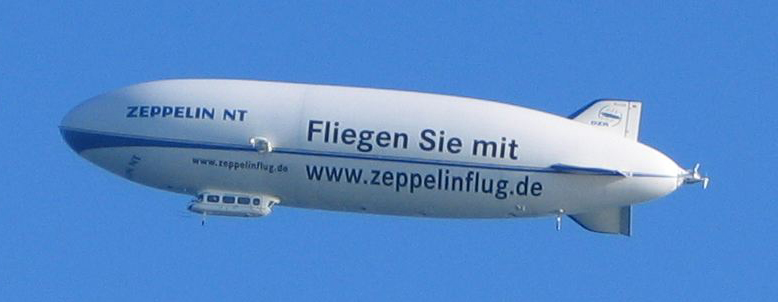
Сучасний дирижабль напівжорсткої системи Zeppelin NT, який здійснює регулярні тури з пасажирами на озері Бодензее у Південній Німеччині. Корпус завдовжки 75 метрів, три двигуни по 250 к. с., гвинти з поворотним вектором тяги.

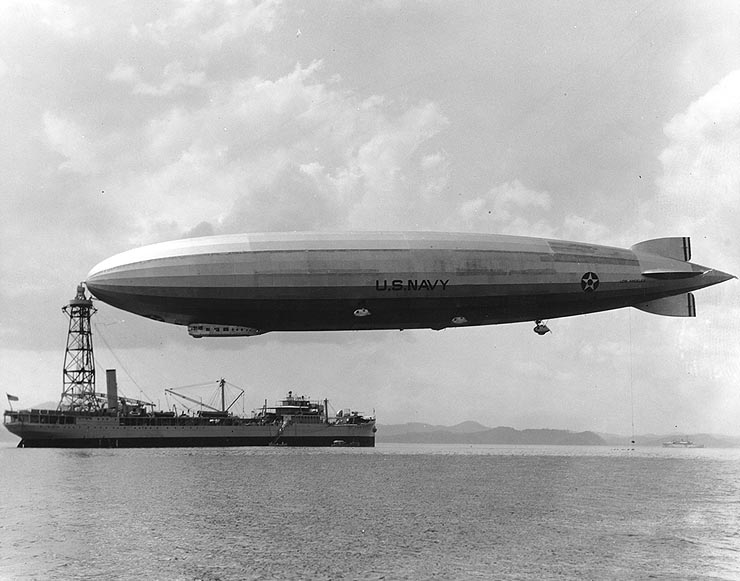
Дирижабль військово-морських сил США «Лос-Анджелес» пришвартований у морі під час маневрів. Довжина корпусу дирижабля 200 метрів. П'ять двигунів по 400 к. с. Причальна щогла для швартування дирижабля встановлена на кораблі допоміжного забезпечення (1931)

Дирижа́бль (від фр. dirigeable — керований), також повітропла́в — літальний апарат, наповнений газом, який легший за повітря, аеростат із двигуном, завдяки якому може рухатися незалежно від напряму повітряних потоків. Має обтічний еліптичний корпус (повітряну кулю), пропелери, стабілізатори, рулі напряму та висоти, одну або кілька гондол для команди, пасажирів чи вантажу.
Повітряна куля заповнюється газом, легшим за повітря, переважно — гелієм, іншими газами, в тому числі — теплим повітрям. У ранню пору дирижаблебудування як газ для заповнення широко використовували легкозаймистий водень. Форма дирижабля підтримується за допомогою внутрішнього тиску або спеціальним каркасом. Дирижаблі рамкового типу з металевим каркасом — так звані «цепеліни» — широко використовували на початку XX-го століття для транспортування пасажирів, подорожей до полюса, ведення воєнних дій і оборони, розваг і реклами.

## Історія

### Піонери

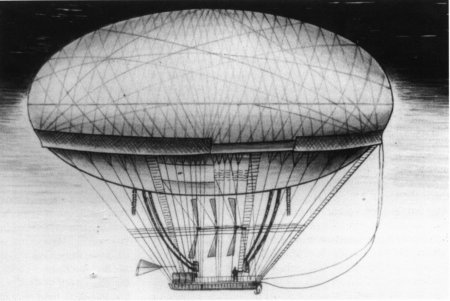
Проєкт еліпсоїдального аеростату, розроблений Мьоньє де Ла Пласом у 1784 році

Ідея дирижабля починає свій шлях з перших газових куль у 1783 році. Головний недолік цих повітряних куль полягав в їхній нездатності до керування. Під егідою братів Робертів форма повітряної кулі подовжується. 1783 року вчений Жан-Батист Марі Мьоньє де Ла Плас придумує рульові органи і розкриває у своїх роботах, які є основою повітроплавання, умови рівноваги еліпсоїдального дирижабля, оснащеного кермом. Однак проєкт так і не побачив світ через передчасну смерть його винахідника та відсутність на той час двигуна. Він пропонує керування перетіканням газу із встановленням повітряної кулі в кожух, щоб перейти від пілотування з постійним об'ємом польоту до пілотування з постійною масою газу.

### Дирижаблі у XIX столітті
Після чіткого пояснення принципу роботи літака на початку XIX століття англійський винахідник Джордж Кейлі передбачив у 1816 році використання дирижабля для дальньої навігації та використання жорстких дирижаблів, що рухаються за допомогою парового двигуна.
У 1825 році французький фізик Едмон-Шарль Жене запропонував проєкт аеростату, що складався з верхньої частини у вигляді подовженого купола, плоского знизу. Рушійний апарат, що складається з величезних гребних коліс, має приводитись в дію двома кіньми.
Перша спроба моторизувати аеростат належить двом французам. Першому, П'єру Жюльєну, годинникарю за фахом, вдається змусити літати дві зменшені моделі, що працюють від годинникового механізму, на трасі паризького іподрому. 1852 року він побудував рибоподібну повітряну кулю під назвою «Попередник», яка ніколи не літала, але мала конфігурацію, необхідну для підтримки польоту. Насправді він був оснащений стернами напрямку та глибини на кормі.
Другий, Анрі Жіффард, увійшов в історію в 1852 році тим, що придумав і побудував перший аеростат Жіффара, який, рухаючись завдяки паровому двигуну, розміщеним у гондолі, міг виконувати «з найбільшим успіхом різноманітні маневри кругового руху та бічного відхилення» (відносно вітру).
Історичний політ відбувся 24 вересня 1852 року між паризьким іподромом та містом Еланкур, приблизно 27 км в дирижаблі у формі сигари завдовжки 44 метри. Він був оснащений паровою машиною, що розвивала 3 к.с. (2,21 кВт) і приводила в рух пропелер, розміщений знизу.
Аеростат розвивав швидкість 10 км/год, але навряд чи міг протидіяти тривалому вітрі, незважаючи на його незаперечну здатність до «керованості». Таким чином Анрі Жіффард міг сказати: «Рух керма відчувався чудово, і ледь я злегка потягнув одну з двох маневрових мотузок, як одразу побачив, як горизонт обертається навколо мене».
Анрі Жіффара можна вважати рівним найвидатнішим попередникам — братам Монгольф'є та братам Райт. Він безсумнівно, випередив свій час, оскільки знадобилося майже двадцять років до нової спроби моторизувати аеростат.
У 1870—1872 роках французький військово-морський інженер Анрі Дюпюї де Лом виготовив подовжений аеростат, який рухався завдяки мускульній силі людини (вісім «моряків» крутили гвинт, щоб привести його в рух) і спочатку мав на меті прорвати облогу Парижа під час Франко-Прусської війни. Він мав довжину 89 м, ширина 13,22 м, об'єм 9000 м³. Випробувальний політ він здійснив 2 лютого 1872 року. Апарат був знищений у ніч з 23 на 24 серпня 1914 року внаслідок дружнього вогню. Весь досвід від будівництва і до випробувального польоту Анрі Дюпюї де Лом надіслав в записці до Паризької Академії наук. Гондола цього дирижабля буде виставлена у великій галереї Паризького Музею авіації та космосу, після його наступного відкрився 29 листопада 2019 року.
У 1873 році був поданий патент на аеростат з жорстким корпусом, за рік до Фердинанда фон Цепеліна. Літальний апарат, що сконструював Джозеф Шпісс, побудували у 1913 році. Це був єдиний французький дирижабль з жорсткою конструкцією XIX століття. Його каркас складався з порожнистих дерев'яних лонжеронів, зміцнених дротом. Його назвали на честь дизайнера: «Spiess». Деякий час дирижабль використовували для коригування артилерії, він був остаточно знищений в 1915 році.
У 1883 і 1884 роках брати-аеронавти Гастон і Альберт Тіссандьє побудували дирижабль, який вони оснастили пропелером, що приводився в рух електродвигуном, котрий живився від батарей, і за допомогою якого їм вдалося піднятися у повітря. Через відсутність фінансування було лише два польоти, які відбулися у вітряну погоду, мінімізуючи вплив двигуна. Цей електричний дирижабль живився від акумуляторів «Tissandier». Маса одиниці потужності, обернена питомій потужності, цих батарей становила 170 кг/к.с. Рушійна сила на одиницю поперечного перерізу повітряної кулі (порівняна з поверхневою щільністю потужності) становила 2 к.с дм−2.
Приблизно в той же час народився перший по-справжньому маневрений дирижабль «Франція». Він був розроблений капітанами Шарлем Ренаром, інженером, і Артуром Кребсом в аеростатичному закладі Chalais Meudon, директором якого був Шарль Ренар. Це також був електричний дирижабль, але рухався відносно великою рушійною силою порівняно з поперечним перерізом повітряної кулі. Справді, у поперечному перерізі є 16 к. с.дм−2. Двигун вагою 110 кг розвивав 9 к.с. (6,62 кВт). Його маса на одиницю потужності становить 12 кг/к.с. Це перш за все завдяки використанню легких акумуляторів, що дозволяло йому економити вагу в порівнянні з апаратом братів Тіссандьє. Ці хлорохромні батареї мали вищу питому потужність і забезпечували 9 к.с. (6,62 кВт) приблизно на 400 кг, з 44 кг/к.с. 9 серпня 1884 року аеростат здійснив перший круговий політ довжиною близько 7 км. Дослід повторювався тричі протягом 1884 року. Цей дирижабль також був першим, який включав хвостове оперення в задній частині для підтримки стійкості рискання і тангажу, концептуалізуваний Анрі Дюпюї де Ломом і Гюставом Зедебом.
15 жовтня 2018 року Асоціація друзів авіамузею (AAMA) запустила кампанію фінансування для відновлення залишків елементів дирижабля. Підписка, закрита 21 березня 2019 року, зібрала 10 375 євро. Кермо, пропелер, гондола, батареї, а також електродвигун були виставлені у Великій галереї Музею авіації та космонавтики в Ле-Бурже з 29 листопада 2019 року.
«Залишки» пристрою вже були представлені публіці під час виставки в Гран-Пале в 1983 році.
У 1888 році Готтліб Даймлер, винахідник бензинового двигуна внутрішнього згоряння, успішно запустив у Штутгарті свій перший дирижабль Daimler. 26-метровий аеростат оснащений першим одноциліндровим газовим двигуном Daimler. Це перший випадок, коли дирижабль використовував тепловий двигун внутрішнього згоряння. Цей чотиритактний двигун розвивав 2 к.с. (1,47 кВт) при 720 об/хв.
Ці двигуни вже успішно використовували на мотоциклі 1885 року Daimler Reitwagen і на автомобілі 1886 року з Benz Patent Motorwagen. 1887 року на човні під назвою «Марі» та на чотиримісному трамваї Daimler з бензиновим двигуном.
Цей гнучкий дирижабль мав два гвинти, один руховий і один нижній для підйому та спуску, у розтягнутому полотні. Горизонтальний гвинт був створений за мотивами повітряного гвинта Леонардо да Вінчі XV століття.
10 серпня 1888 року він здійснив першу 10-кілометрову подорож туди й назад між Штутгартом і сусіднім містом Ремсек-на-Неккарі зі швидкістю 20 км/год.
Після цього першого досліду роботи з двигуном внутрішнього згоряння Daimler-Motoren-Gesellschaft буде моторизувати більшість цепелінів початку XX століття.
3 листопада 1897 року Девід Шварц підняв у Берліні перший суцільнометалевий дирижабль (з використанням алюмінію). Політ, на жаль, закінчиться падінням на землю.
Дирижаблі були першим повітряним судном, яке було здатне йти проти вітру — на протилежність повітряній кулі.

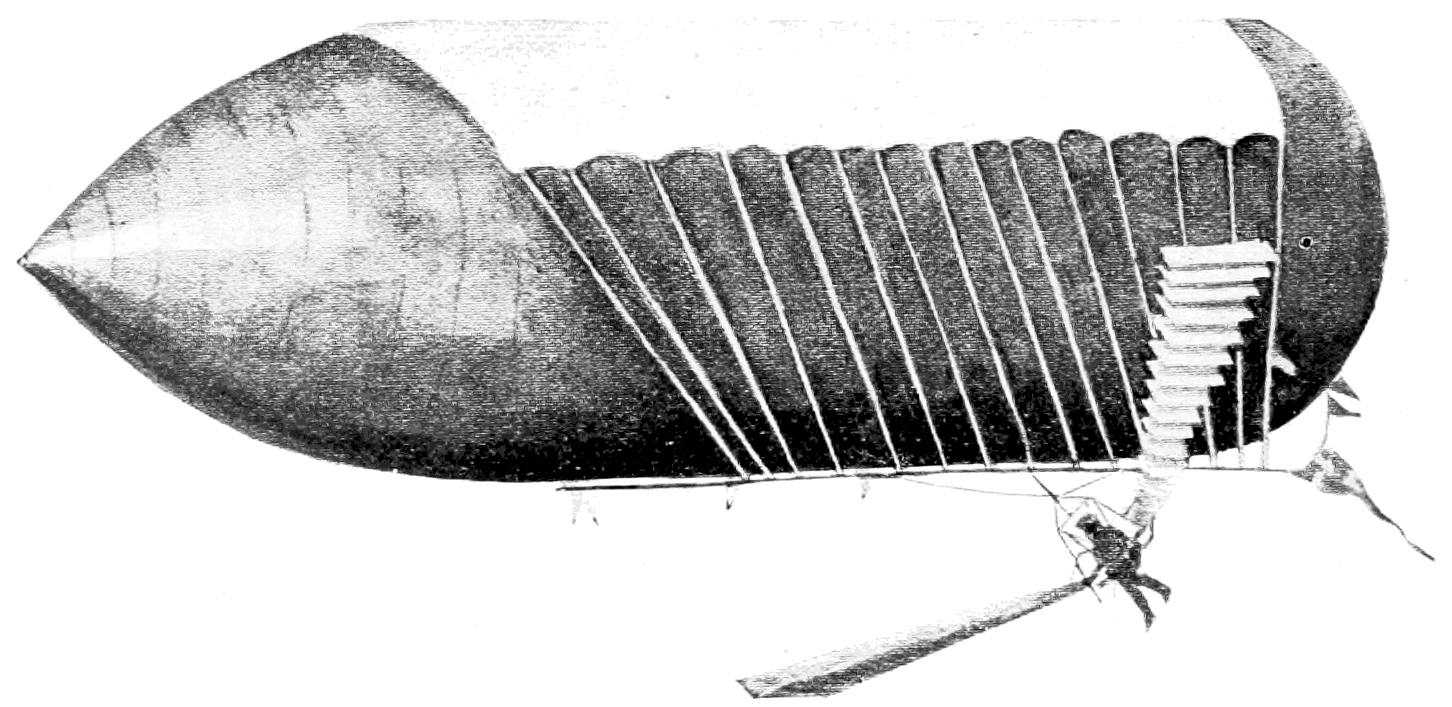
Фото дирижабля-орнітоптера «Пільстрем» у польоті, Харків, 1898 рік

У 1897—1899 роках у Харкові (Україна) науковець, доктор медичних наук К. Я. Данилевський розробив, виготовив, та провів успішні льотні випробування невеликих за розмірами дирижаблів, із використанням мускульної сили пілота для підйому у повітря та маневрів. Газова ємність апаратів становила 150—180 куб.м. Опробувано у польоті чотири моделі «дирижабль-аеростатів» — «Ембріон»(1897), «А. А. Пільстрем» та «Орічка» (1898) — ці три апарати мали крила-весла, та «балон-глайдер» (1899), що мав велосипедні педалі та лопаті, а також спеціальний «аероплан» — прилад для керованого плануючого польоту. Здійснено загалом біля 200 випробувальних підйомів на висоту до 300 метрів, усі посадки здійснено «м'яко» та безаварійно. Із нагоди 120-річчя польотів, наукова робота К. Я. Данилевського по аеронавтиці вийшла електронним виданням у США.

### Дирижаблі у XX столітті
2 липня 1900 року у Німеччині, на озері Констанція, відбувся перший політ першого жорсткого дирижабля Zeppelin, LZ-1, створеного Фердинандом фон Цепеліном, оснащеного двома 4-циліндровими двигунами Daimler NL-1. 14 к.с. (10,3 кВт) від Daimler Phoenix.
Розвиток двигунів внутрішнього згоряння, особливість яких полягає в тому, що вони мало важать відносно їхньої потужності, відобразив остаточний прогрес у пересуванні по повітрю. З 1898 році бразилець французького походження Альберто Сантос-Дюмон експериментував з невеликими гнучкими дирижаблями своєї конструкції, оснащеними бензиновими двигунами, які заслужили величезну популярність. 19 жовтня 1901 року він виграв приз у розмірі 100 000 золотих франків запропонованих меценатом авіації Генріхом Дойчем де ла Мертом за зв'язок парку аеростанції Сен-Клу з Ейфелевою вежею, з поверненням до початкової точки, за півгодини на борту своєї моделі: «Сантос-Дюмон 6». До речі, Альберто Сантос-Дюмон роздав свої гроші своїм робітникам і бідним Парижа. Під час попередньої спроби він мало не вбив себе.
У 1902 році Леорнардо Торрес Кеведо представив Паризької академії наук новий тип дирижабля з новою конструкцією, для підтримки та посилення крила за допомогою саможорсткої системи за допомогою гнучких тросів. З 1911 року він співпрацював з авіаційним інженером Едуаром Сюркуфом у авіаційній компанії Astra для створення нової моделі дирижабля в майстернях Іссі-ле-Муліно. Цей новий дирижабль, «Astra-Torres № 1», набагато швидший і ефективніший. Потім будуть інші «Астра-Торрес», у тому числі «Пілятр де Розьє» («Astra-Torres N° XV»), на честь повітроплавця Жана-Франсуа Пілятра де Розьє, який сягатиме 23 000 м³, розмірів цепеліна.
12 травня 1902 року в Парижі вибухнув і впав на землю дирижабль Pax[pt], у результаті чого загинули бразильський винахідник Аугусто Северо[pt] і французький механік Жорж Саше[fr].
12 листопада 1902 року перший напівжорсткий дирижабль братів Лебоді, сконструйований інженером Анрі Жюліо, пройшов шлях від Парижа до Муассона, тобто 62 км за 1 годину 40 хвилин.
11 листопада 1906 року це був перший перетин Альп на повітряній кулі, італійцями Усуеллі та Креспі, на борту «Мілана», трохи більше ніж за чотири години, між Міланом і Екс-ан-Савойя (сьогодні Екс-ле-Бен).
16 жовтня 1910 року гнучкий французький дирижабль «Клеман-Баяр-II» (довжина 78,50 м), побудований в Уазі Адольфом Клеман-Баярдом, першим перетнув Ла-Манш, подолавши за 6 годин шлях від Брейя (Уаз) до Лондона (390 км), із середньою швидкістю 65 км/год і з 7 людьми на борту.
Граф фон Цепелін здійснив перший політ на дирижаблі своєї конструкції у 1901 році.

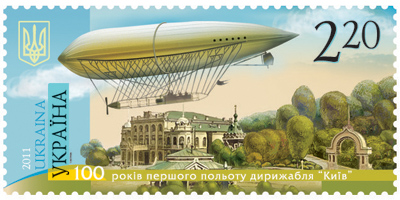
Поштова марка України, присвячена 100-річчю першого польоту дирижабля «Київ»

Український дирижабль конструкції інженера Андерса здійснив свій перший політ у 1911 році. Журналісти «Тижня» подають це так:
Єдину в Україні успішну спробу побудувати моторний дирижабль здійснив киянин Федір Андерс. Упродовж 1909—1911 років він створив апарат м'якої конструкції під назвою «Київ», призначений для рекламної мети. До серпня 1912 року той виконував прогулянкові польоти з пасажирами над Києвом та околицями (загалом їх було виконано понад 150 і перевезено 200 осіб). Однак у 1912-му внаслідок несправності бензопроводу на дирижаблі виникла пожежа, й він дотла згорів (на щастя, ніхто не постраждав). Досконалішого апарата «Київ-2» Андерсу не вдалось побудувати із прозаїчної причини — через брак коштів.

#### Військові бомбардувальні Цепеліни та морські конвойні дирижаблі у I Світовій війні

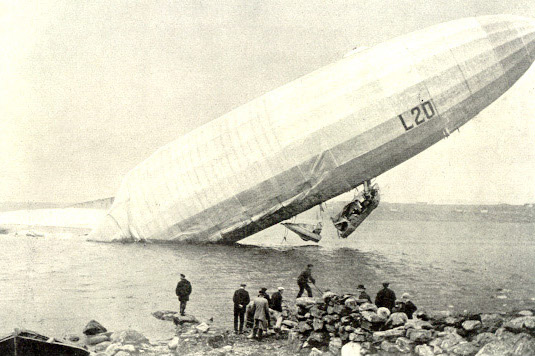
Німецький військово-морський цепелін L20 після вимушеної посадки поблизу Норвегії, 1916 р.

У перші десятиліття XX століття найбільшого прогресу в галузі дирижаблебудування досягла Німеччина. Її успіхи пов'язані насамперед з ім'ям Фердінанда фон Цеппеліна, винахідника й підприємця, засновника фірми Luftschiffbau Zeppelin, що спеціалізувалась на виготовленні апаратів жорсткого типу. Перший його зразок LZ 1, створений 1900 року, вражав своїми розмірами: він був 128 м завдовжки і майже 12 м у діаметрі. Окрім Цеппеліна, в цій країні дирижаблі будували також фірми Parseval і Schutte-Lanz.
А вже 1909 року в імперії Гогенцоллернів було створено першу компанію для пасажирських перевезень на дирижаблях — DELAG, у літальному парку якої було сім апаратів Цеппеліна. Пасажирські рейси стартували наступного року. І хоч по-справжньому регулярними так і не стали, будучи своєрідним атракціоном, до початку Першої світової війни дирижаблі DELAG здійснили 1500 польотів і перевезли 34 тис. пасажирів.
Та основними експлуатантами цієї техніки виявилися військові. До 1914-го кайзерівська армія та військово-морський флот мали у своєму складі 12 дирижаблів, із них 7 «цеппелінів». Під час Першої світової німці використовували їх загалом 67 одиниць у сухопутних силах, і понад 90 — на флоті.
Типовий «цеппелін» тієї доби мав довжину 150 м і об'єм оболонки 22 тис. кубічних метрів. Обладнаний трьома моторами потужністю по 210 к. с., він міг підняти до 8 тонн корисного навантаження. Такі апарати з екіпажем 15—20 осіб були спроможні подолати відстань 2—4 тис. км зі швидкістю 80—90 км/год і скинути на землю кілька тонн бомб. Однак військову службу на «повітряних кораблях», наповнених вибухонебезпечним воднем, вважали вкрай ризикованою. Як писав один із членів команди «цеппеліна», що здійснював повітряні рейди на Британські острови, «ми не запитуємо себе, чи загинемо, хіба що — коли це станеться…»
Літаки-винищувачі й зенітна артилерія ворога завдавали дирижаблям значних утрат. Справжнім «чорним днем» у військовій історії цих літальних апаратів стало 20 жовтня 1917 року, коли загинуло відразу п'ять «цеппелінів». Поступово на зміну дирижаблям прийшли літаки-бомбардувальники — дешевші, маневреніші й стійкіші супроти бойових ушкоджень.
В інших країнах, що воювали, — Великій Британії, Франції, Італії — зразки м'якої та напівжорсткої конструкції використовували головним чином як морські патрульні. Після підписання Версальського договору країни-переможниці отримали як репарацію кілька «цеппелінів», вивчення яких дало новий поштовх дирижаблебудуванню в Європі та Північній Америці.
В боях на території України дирижаблі також застосувалися. Їхню активність фіксували на Волині. Один із цеппелінів, який летів бомбардувати Рівне був збитий та здійснив аварійну посадку у Луцьку.

#### Міжвоєнний період: золотий вік
У 1920-х і 1930-х роках німці, американці, французи, італійці та англійці почали будувати вражаюче великі машини, які служили національному престижу. Основним їхнім призначенням було перевезення пасажирів на далекі відстані, але американці випробовують дирижаблі-авіаносці для військового використання, зокрема розробляючи техніку винищувачів-паразитів. Захоплена преса прозвала їх «літаючими лайнерами», «небесними суднами», розповідаючи про круїзи, які часто здійснюють особистості, які мають можливість дозволити собі цей вид дорогого транспорту.
LZ 127 Graf Zeppelin — найбільший дирижабль, коли-небудь побудований, його довжина перевищувала 236 метрів, коли він був зданий в експлуатацію в 1928 році. Під командуванням Гуго Еккенера він встановить кілька рекордів. У серпні 1929 року він здійснює першу навколосвітню подорож, у тому числі здійснює перший безпосадочний переліт Тихого океану (Токіо-Сан-Франциско). За час експлуатації до 1937 року він подолав понад півтора мільйона кілометрів під час 590 рейсів, у тому числі 143 перельоти через Атлантику та перевіз між 1928 і 1937 роками 13 110 пасажирів.
Але потім кілька катастроф позначать історію дирижаблів. Ці катастрофи переважно пов'язані з тим, що дирижабль надто чутливий до поганих погодних умов (вітер, дощ, сніг, іній і блискавка), а використовуваний газ, водень, є легкозаймистим.
У 1928 році дирижабль «Італія», друга машина Умберто Нобіле, зазнав аварії на шляху до Північного полюса, ймовірно, через лід, що накопичився на повітряній кулі, і створене ним перевантаження. Рятувальні операції італійських повітроплавців будуть трагічними; там помруть Амундсен і Гільбо.
Побудований наприкінці 1920-х років британським урядом R100 мав забезпечити сполучення між Лондоном і Британською імперією, конкуруючи з німецькими цепелінами. З 28 липня по 16 серпня 1930 р. він здійснив тріумфальний рейс між Лондоном і Монреалем (Канада). 5 жовтня 1930 р. його близнюк R101, вийшовши з Лондона, розбивається під час свого першого рейсу до Бомбею, на пагорбах Пікардії, поблизу Бове. Катастрофа відбувається вночі і в негоду, але причина аварії залишається невідомою. 48 людей загинуло, а Сполучене Королівство заборонить використання водню для повітряних куль і продасть R100 на металобрухт.
У 1925 році американський дирижабль «USS Shenandoah (ZR-1)» згорів у небі і розлетівся на 3 частини, вбивши 15 людей. Два з трьох дирижаблів-авіаносців ВМС США розбилися в морі. USS Akron (ZRS-4), 4 квітня 1933 року, вбив 73 членів екіпажу та пасажирів, а USS Macon (ZRS-5), 12 лютого 1935 року, призвів до загибелі двох моряків.
Німеччина залишається єдиною країною, яка має дирижаблі для комерційного використання. Їх переважно використовують для перетину Атлантичного океану, але це роблять лише з квітня по жовтень, щоб уникнути поганої зимової погоди та північноатлантичних штормів. 6 травня 1937 року «Гінденбург», наповнений воднем (200 000 м³ горючого газу), загорівся, коли приземлявся в аеропорту Лейкхерст, неподалік від Нью-Йорка. Ця аварія забрала 35 життів (серед 97 людей на борту) і поклала край комерційним польотам дирижаблів.

#### Військові дирижаблі «вбивці субмарин» у Другій світовій і в Першій Холодній війні
Під час війни, кількість американських службовців дирижабельних військ зросла з 430 до 12 400. Єдиним, збитим за всю Другу світову війну дирижаблем, був американський K-74. При цьому 1 член екіпажу (з 10) загинув (втопився). Дирижаблі застосовувались армією США до 1962 року.

### Ренесанс дирижаблів (1980—2015 роки)
Для наповнення дирижаблів застосовується гелій в суміші з воднем. Ці 2 гази єдині, які не зріджуються дроселюванням. Тому, для їхнього компактного зберігання в посудинах Дьюара, доводиться застосовувати мікротурбіни. При їхній роботі виділяється теплова та електрична енергії.

## Техніка
Щоб підтримувати себе, дирижабль переважно використовує аеростатичну підйомну силу, безпосередньо створену Архімедовою силою, що діє на його оболонку; він також використовує аеродинамічну підйомну силу (виходить від швидкості та оболонки), а також вертикальний компонент векторної тяги двигунів. Дирижабль складається з гнучкої або жорсткої оболонки, наповненого легшим газом, ніж повітря, сума ваги (оболонка + газ + навантаження) близька до ваги об'єму повітря, витисненого оболонкою. Горизонтальний привід апарата в польоті в навколишньому повітрі83 здійснюється, як правило, горизонтальною складовою штовхання гвинтів, але можна використовувати пристрої, що рухаються від вітру.
Політ — це важкий або легкий політ залежно від рішення пілота. Важкий політ має на меті бути важчим, ніж вага об'єму повітря, що витісняється, в цьому випадку дирижабль підніматиметься під дією векторної тяги пропульсивної системи або аеродинамічної підйомної сили. Для польотів на великі відстані легке пілотування оцінюється через менше споживання тяги (відсутність вертикальної складової тяги): дирижабль досягає висоти, встановленої початковими параметрами.
Пілотування газом — це політ із постійною масою газу.

### Специфіка пілотування дирижабля із постійною масою газу із гнучкою чи напівжорсткою оболонкою
Оболонка, гнучка чи напівжорстка, вважається такою, що має постійний об'єм (не враховують незначні зміни в подовженні тканини оболонки під час пілотування, навіть якщо вони впливають на загальний об'єм, через просту причину того, що задають максимальний надлишковий тиск, який не має бути перевищений в оболонці).
Надлишковий тиск газу в оболонці необхідний для підтримки аеродинамічної форми оболонки; цей надлишковий тиск важливий з двох істотних причин: з одного боку, це структурна межа (занадто багато надлишкового тиску може спричинити розрив тканини), а з іншого боку, надлишок передбачає додаткову масу газу, несприятливу для польоту).
Структурна межа оболонки визначається характеристиками опору використовуваної тканини. Дизайнер надає пілоту значення надлишкового тиску для польоту в звичайному стані і межу, яку не треба перевищувати (поза цією межею, оболонка може бути розірвана шляхом «вибухового розриву», і це повне знищення кулі). Цей надлишковий тиск визначається в гектопаскалях і його можна дуже легко візуалізувати колінчастою трубкою, наповненою водою. Частина трубки перебуває на відкритому повітрі, а інша при внутрішньому тиску повітряної кулі; різниця вимірюється в сантиметрах: 1 см відхилення, еквівалентний 1 гектотопаскалю. Структурна межа цього значення надлишкового тиску визначатиме допустимий динамічний тиск на оболонку: дійсно, якщо швидкість повітряної кулі занадто висока, динамічний тиск у точці зупинки (тобто в крайньому випадку перед кулею) зробить так, що ніс кулі розіб'ється і відійде від своєї аеродинамічної форми.
Для отримання цього надмірного тиску є кілька рішень для пілота залежно від типу конструкції, або додаванням додаткової маси газу або надуванням куль повітрям. В обох випадках ці дії впливають на силу Архімеда, яка несе кулю.

## Конструкція
Дирижаблі можуть бути побудовані за трьома різними методами залежно від застосування кулі та накладених механічних обмежень. Говорять про гнучкий (або блімп) напівжорсткий (тип Zeppelin NT) або жорсткий (тип LZ 129 Hindenburg).
У випадку гнучких дирижаблів форма корпусу підтримується внутрішнім тиском газу. Для усунення відмінностей у обсягах, зайнятих газом під час коливання тиску, що модифікувало б форму повітряної кулі та ризикувало зробити його обвислим, тиск класично підтримується одним або декількома балонетами за допомогою вентилятора. Крім того, автоматичні або керовані клапани обмежують тиск. Гондола кріпиться до корпусу кабелями підвіски, прикріпленими до ліктроса оболонки. Ця гондола — це дерев'яна або металева балка, на якій групуються персонал та пілотні пристрої (управління двигунами, руль глибини та напрямку). Привод забезпечується або гвинтом на осі гондоли, або двома бічними гвинтами.
Нарешті, у випадку напівжорсткого дирижабля, оболонка є гнучкою, але має жорсткий кіль на своїй основі.
Для жорстких дирижаблів прототипом якого був цепелін, жорсткий корпус виготовлений із легкого сплаву, що складається з великих кілець, пов'язаних між собою поздовжніми балками. Кожен кінець закінчується конусом, а ззаду, найтонший, несе стабілізатори та руль глибини та напрямку. Ця несуча конструкція покрита герметичним і лакованим полотном для зниження опору при пересуванні. Інтер'єр розділений на шматочки в кожному з яких є, балонет, наповнений гідрогеном. Цей тип, очевидно, важчий, ніж гнучкий аеростат однакового об'єму, завдяки вазі конструкції, але він може досягти більшої швидкості завдяки міцності його корпусу та транспортувати більший тоннаж завдяки можливості створення оболонок великої місткості (10 000 м³ у 1900 р., 70 000 м³ у 1924 р. та 200 000 м³ у 1938 р.).

### Оболонка
Оболонка забезпечує різні функції залежно від типу конструкції. Вона є герметичною і забезпечує утримання аеростатичного газу у випадку гнучких та напівжорстких дирижаблів.
Її роль також полягає в тому, щоб надати повітряній кулі, або форму найменшого аеродинамічного опору із заданим об'ємом, або форму із найменшим аеродинамічним опором із заданою аеродинамічною підйомною силою (лінзоподібної форми), якщо специфікація цього потребує.
Окремі тканини дозволяють функцію самозакупорювання відповідно до розміру та типу тріщин залежно від внутрішнього тиску повітряної кулі.

### Оболонка гнучких і напівжорстких дирижаблів
У сучасних дирижаблях оболонки повинні виконувати різні функції. Такі як стійкість до стирання, розриву, ультрафіолету, а також стійкість до старіння та грибів. Вони також повинні нести внутрішній надлишковий тиск. Щоб об'єднати ці різні якості, оболонка складається з декількох шарів (щонайменше двох-трьох) пластикових плівок, кожна з яких забезпечує конкретну роль. Потім ці плівки склеюються еластомером під час гарячої прокатки, коли пряме зварювання неможливе (деякі пластикові плівки не зварюються). Потім ці ламіновані плівки вирізаються лазером або іншою машиною з числовим управління, згідно з профілем, визначеним кінцевою формою, яку хочуть отримати. Нарешті, різні шаблони та їхні підсилювальні з'єднання можуть бути зібрані, використовуючи зварювання високої частоти, ультразвукове зварювання або склеювання.
Серед найбільш використовуваних пластикових плівок як основний компонент можна знайти поліуретан (термопластичний), який є дуже універсальним, поліестер, що використовують через його механічні властивості, вініловий алкоголь етилену. Зовнішній шар може бути з нейлону або поліфтиридів вінілу. На деяких дирижаблях можна знайти срібну алюмінізовану плівку, яка відбиває значну частину сонячних променів і уникає нагрівання інфрачервоними променями через оболонку та її розширення.

## Переваги та недоліки дирижаблів
В порівнянні з іншими типами повітряних суден дирижаблі мають наступні переваги:
- Найвищу вантажопідйомність і найбільшу дальність перельотів без посадки.
- Відносно вищу надійність і безпеку польотів порівняно з літаками і гелікоптерами.
- Меншу питому вартість перевезень, особливо негабаритних і масивних вантажів.
- Значно більші розміри внутрішніх приміщень.
- Можливість ремонту в повітрі.
- Значно більшу тривалість знаходження у повітрі.
- Незалежність від спеціальних злітно-посадкових смуг (проте потрібна причальна щогла) — і навіть більше: він може узагалі не приземлятися, а просто «зависати» над землею (що, втім, можливо лише за відсутності вітру).

Недоліки дирижаблів:
- Відносно мала швидкість порівняно із літаками і гелікоптерами.
- Низька маневреність — у першу чергу через високий аеродинамічний опір при польоті.
- Необхідність використання великих ангарів/елінгів, складність зберігання і обслуговування на землі.
- Складність приземлення.
- Вогненебезпечність при використанні горючих газів для наповнення кулі.

## Сучасні дирижаблі

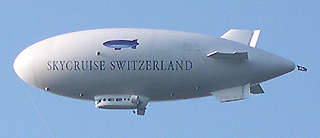
Сучасний англійський дирижабль «Скайшип-600»

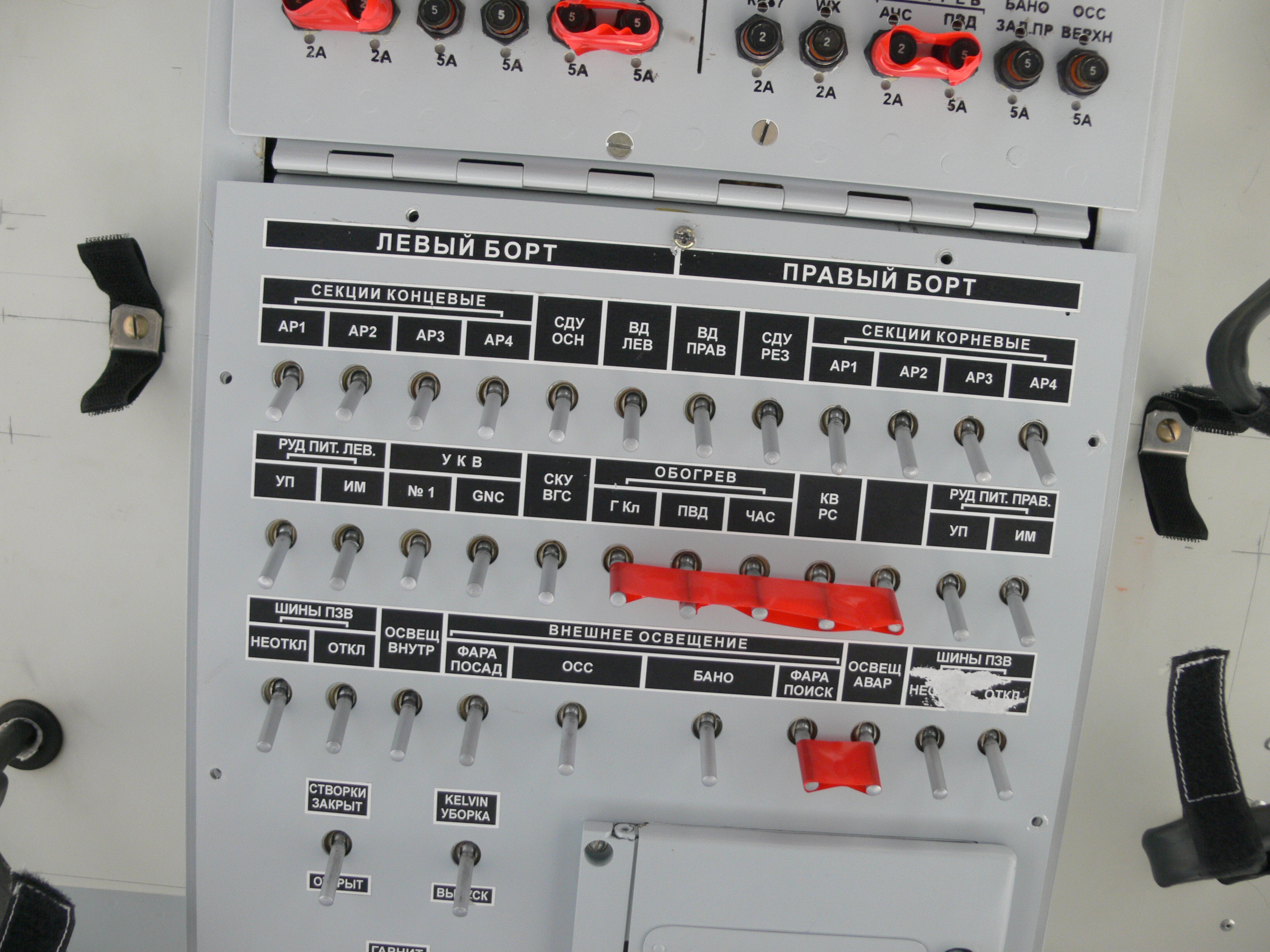
Частина панелі управління сучасним російським дирижаблем Au-30

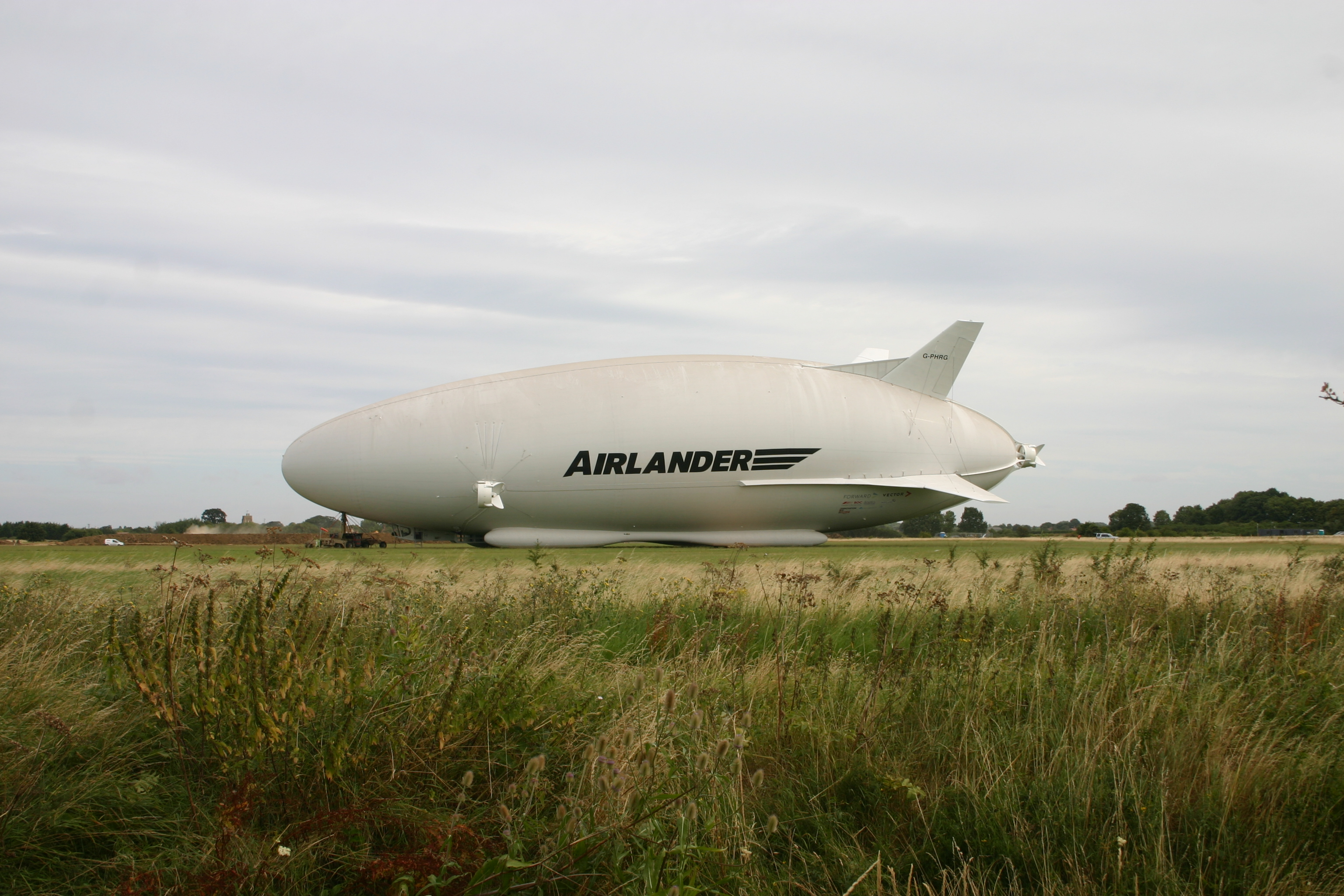
Гібридний дирижабль Airlander-10, вид з лівого борту. Фото 8 серпня 2016 р.

Проєкти комерційних дирижаблів знову з'явилися після нафтової кризи 1970-х рр. Компанія Zeppelin відродилася в 1993 році під назвою Zeppelin Luftschifftechnik. 2013 року вона розробляє та використовує три Zeppelin NT для круїзного використання, повітряної реклами або спостереження. Їх можна використовувати тільки в гарну погоду, що обмежує можливості. Четвертий дирижабль був знищений під час шторму в Ботсвані 20 вересня 2007 року, коли він був прикріплений до причальної щогли. Компанія також працює над проєктами великих дирижаблів з напівжорсткими корпусами.
З початку XXI століття збройні сили Сполучених Штатів розробляють кілька проєктів дирижаблів, таких як MZ-3 ВМС США, для місій спостереження та розвідки. 2012 року це все ще показові зразки та прототипи.
Уряд Франції влітку 2014 року оголосив конкурс в рамках програми «Нова індустріальна Франція», яка включає проєкти дирижаблів, що перевозять важкі вантажі, і мультимісійні проєкти. Подано сім проєктів та чотири попередні проєкти. Вони згруповані навколо кластера SAFE (колишній Pôle Pégase), який є центром конкурентоспроможності, розташований у регіоні PACA; щоб відродити цей новий промисловий сектор. Одна з головних перешкод пов'язана з баластуванням: дирижабль не повинен раптово злітати без навантаження. Проєкт компанії Voliris, що базується в Ізері (Альє), передбачає для цього сплюснутий корпус, який створює до 60 % аеродинамічної підйомної сили. Компенсація полягає в тому, що для зльоту знадобиться 800-метрова злітно-посадкова смуга. Компанія Voliris, яка експлуатує дирижаблі з 2001 року, була придбана в 2008 році Business Angel NYFI (New York Finance Innovation) для роботи над концепцією гібридного дирижабля для транспортування 40-футових 30-тонних контейнерів. Використовуючи численні прототипи, створені, виготовлені та випробувані на аеродромі Мулен-Монбьоні оболонки у формі літаючого крила, що сприяють аеродинамічній підйомній силі, досягаючи 60 % підйомної сили завдяки аеродинамічній підйомній силі. Після валідації специфікацій для транспортування вантажів у польоті було запущено проєкт NATAC (Navette Aérienne de Transport Automatique de Containers).
Щоб сприяти «перезапуску» дирижаблів у повітряному просторі, у 2010 році було розпочато партнерство між ЮНЕСКО та Всесвітньою повітряною лігою, американською неурядовою організацією, яка виступає за розвиток повітряного транспорту, легшого за повітря. Головна точка їхньої кампанії: World Sky Race. Цю першу навколосвітню подорож на аеростаті заплановано на 2023 або 2024 роки. Траєкторія довжиною приблизно 48 000 км перемежовується етапами на основних природних і культурних об'єктах, таких як піраміди Гізи, Тадж-Махал або гора Фудзі. Його організатори сподіваються переконати громадськість і авіаційну промисловість у потенціалі дирижаблів. Якщо вони знову з'являться, то в «спеціальних нішах»: особливо вантажних, для виняткових транспортних колон і туризму.
У XXI столітті дирижаблі, які здатні перевозити людей та вантажі масою до декілька тонн, виготовляють і експлуатують такі держави як США, Німеччина, Росія, Велика Британія. Ці повітряні суда (Цеппелін-NT, Скайшип-600, Au-30) використовують у рекламі, туристичному бізнесі, а також у військовій справі, для патрулювання важливих об'єктів, та з метою наукових досліджень (геофізичних, екологічних, картографічних).
Найсучаснішим за конструктивними рішеннями є дирижабль Цеппелін-NT, який є сертифікованим для перевезення пасажирів. Експлуатують ці дирижаблі напівжорсткої системи у США, Німеччині, Японії. Найпоширенішим туристичним продуктом є тури на Цеппеліні-NT тривалістю від півгодини до півтора години. Також фірми-експлуатанти організовують круїзи на Цеппеліні-NT в країнах Європи.
Також сучасні технології зробили можливим виготовлення та використання дистанційно-пілотованих міні-дирижаблів та автономних дирижаблів-роботів. Такі «безпілотні» дирижаблі використовують у рекламі, журналістиці, екології, тощо. Випускають міні-дирижаблі «безпілотники» такі країни, як Ізраїль, Швейцарія, США.
Існує декілька проєктів відродження широкої експлуатації дирижаблів як транспортного засобу та засобу комунікації. Основна галузь, де вони можуть бути застосовані у XXI столітті — це транспортування вантажів, у тому числі нестандартних, незвичайних форм (див. негабаритний вантаж).
У 2011 році розробку дирижабля почала американська компанія «Aeros Corporation». Апарат буде заповнений гелієм і зможе опускатись та підніматись за рахунок зміни об'єму — стисканням гелію. Створення конструкції стало можливим внаслідок прогресу в галузі композитних матеріалів. Презентація робочого прототипу дирижабля пройшла у передмісті Лос-Анджелеса (США) на початку 2013 року. Заплановано, що дирижабль можна буде використовувати в комерційних і військових цілях.
Починаючи із 2016 р. у Великій Британії проходить льотні випробування найбільший літальний апарат у світі — гібридний дирижабль Airlander 10. Розробником цього сучасного «дирижабля» є компанія HAV (Hybrid Air Vehicles), що успадкувала від американської військової програми LEMV (Дирижабль). Дирижабль (а точніше — гібридний літак, en.hybrid aircraft) має 92 метри в довжину, завширшки 44 метри, заввишки 26 метрів. Апарат розрахований на підйом вантажу у 10 тонн, або 24 пасажирів. 2017 року Airlander 10 успішно виконав (13 червня) четвертий політ у програмі льотних випробувань, дирижаблем було розвинуто швидкість 68,5 км/год і досягнуто висоти 1000 м.

## Проєкти дирижаблів для транспортування тяжких вантажів
Німецька компанія, Cargolifter AG (DE), призначена для транспортування громіздких товарів на великі відстані, була запущена в Німеччині наприкінці 1990-х. Публічна пропозиція дій відбувається в травні 2000 року. Структура колективного володіння пакетом акцій, яка є її результатом характеризується великою часткою малих інвесторів залучених за допомогою значного висвітлення у ЗМІ, прориву нових технологій. Великий дирижабль перевізника, CL 160, передбачений для перевезення до 160 тонн, завдовжки 242 метри та 550 000 м³, не був побудований. Фінансування 204 516 752 євро було недостатнім для проєкту такої складності. Це схоже на авіалайнер. Наявні кошти також використовували для розробки інших пристроїв. Занадто жорсткий календар розвитку був погано розроблений, і певні труднощі були недооцінені. 7 червня 2002 року компанія оголосила про свою неплатоспроможність. 2004 року гігантський сталевий ангар, завдовжки 360 метрів та заввишки 107 метрів, був перетворений на аквапарк: Tropical Islands]. Однак нова компанія: CL Cargolifter Gmbh & Co. KG, заснована в 2005 році колишніми акціонерами Cargolifter AG, продовжує дослідження над «легшими, ніж повітря» на основі технологій та досвіду, набутого його попередником.
В Англії компанія з гібридних повітряних транспортних засобів розробляє в 2010 році, прототип гібридного дирижабля, що дає можливість укладати фінансове партнерство з Northrop Grumman від імені армії США. Це призводить до розробки LEMV (Long Endurance Multi-Intelligence Vehicule) на суму 517 мільйонів доларів США з одним польотом 7 серпня 2012 року. Після припинення фінансування американської армії демонстратор LEMV продається в HAV та повертається до Англії. Використовуючи британське фінансування, американське фінансування та краудфандинг, дирижабль під назвою Airlander 10 повертається до операції. У серпні 2016 року він здійснив два рейси і розчавлює свою кабіну під час свого другого приземлення.
У 2014 році американський Aeros анонсує, що вони збираються побудувати флот дирижаблів великих транспортних можливостей, знаний як Aeroscraft, призначений для військових, промислових, комерційних чи гуманітарних заходів. Заплановано три моделі: ML 866 (rigid variable buoyancy air vehicle), ML 868 (здатність 60 т) та ML 86x (здатність 500 т). Наприклад, вони можуть бути використані для встановлення вітрових турбін в ізольованих місцях, транспортуючи лопаті та щогли, без необхідності інфраструктури, таких як дороги або залізниці.
У Сполучених Штатах DARPA починає заклик до проєктів у 2005 році під назвою Walrus. Обмеження специфікацій встановлюють, що пристрої повинні мати можливість транспортувати 500 тонн на понад 20 000 кілометрів, менш ніж за сім днів. DARPA не повідомляє про проєкт, лише вказуючи на те, що програма Walrus «закрита». Lockheed Martin, аеронавігаційна та оборонна група за допомогою Пентагону, продовжує працювати над проєктом дирижабля, здатного літати на більш ніж 20 кілометрах над рівнем моря: P-791, перший тестовий рейс, відбувається 31 січня, 2006.
У Mountain View, LTA Research — це стартап, заснований у 2015 році та підтриманий Сергієм Бріном, співзасновником Google. Патенти були подані в 2020 році. 2022 року будують Pathfinder 1, завдовжки 120 м, в ангарі для дирижаблів аеродрому Моффет. Перший випробувальний політ заплановано до 2023 року. Це жорсткий дирижабль, що складається з полімерних труб, підсилених вуглецевими волокнами та титановими з'єднаннями. Ці пристрої призначені для транспортування важких вантажів та для гуманітарних операцій. У червні 2022 року компанія використовує 65 інженерів з різних дисциплін.
У Франції товариство Flying Whales працює з 2012 року над дирижаблем для транспортування тяжких вантажів з 2012 року. Товариство Varialift Airships розташоване в Шатодені (Eure-et-Loir), будує демонстратор, здатний транспортувати корисну навантаження 50 тонн. 2023 року компанія отримала лейбл Next40, лейбл, присуджений компаніям, які французький уряд вважає багатообіцяючими та, ймовірно здатними, стати технологічними лідерами.

## Сертифікат типу для сучасних дирижаблів
Всі сучасні дирижаблі, призначені для польотів з людиною на борту, для випуску в серію та комерційної експлуатації мають отримати так званий сертифікат типу.

### Загальні відомості про сертифікат типу
Отримання сертифіката типу стосовно цивільних повітряних суден — це такий маловідомий для широкого загалу етап розробки, що є невіддільною частиною сучасної аерокосмічної індустрії. Як на загал, усі повітряні судна мусять пройти сертифікацію перед тим як буде розпочато їхнє виготовлення, продаж, та експлуатацію. Виняток становлять дельтаплани, деякі надлегкі літаки, деякі повітряні кулі на гарячому повітрі — монгольф'єри. Також — це стосується переважно США — винятки роблять для невеликих повітряних транспортних засобів (aircraft), що їх будують аматори і надалі експлуатують під категорією «Експериментальний [зразок]».

### Сертифікат типу стосовно дирижаблів
У Сполучених Штатах Америки дирижабль (en. airship що означає «повітряний корабель») отримує сертифікат типу згідно документу FAA's P-8110-2 Airship Design Criteria, себто «Критерії конструювання дирижаблів». У Великій Британії таким документом є CAA's Section Q, Non-Rigid Airships, себто «Не-жорсткі дирижаблі». Як вважає досвідчений у будуванні та сертифікації дирижаблів канадський авіаконструктор Брюс Блейк (Bruce Blake), великі за газовиміщенням дирижаблі будуть, імовірно, отримувати сертифікат типу згідно із документом TAR (Transport Airship Requirements, себто «Вимоги до транспортних дирижаблів»). Цей документ було прийнято спільно Німеччиною та Нідерландами (LBA/RLD). Отримання сертифікату типу для новітніх конструкцій гібридних дирижаблів потребує застосування комбінованих вимог повітряно-польотної придатності, таких як FAR 23 у поєднанні із P-8110-2.

## Цікаво
Американська компанія JP Aerosapce провела перші випробування прототипу космічного дирижабля, літального апарата легшого за повітря, який будуть використовувати як один із ступенів системи доставки корисного навантаження на орбіту.
Перед наповненням дирижаблів газом, проводилась флегматизація водню гелієм та іншими негорючими газами.

## Музеї
- Музей дирижаблів у Цепелінхаймі нім. Zeppelin-Museum Zeppelinheim[55]